# نایلز (ایلینوی)
نایلز (Niles) شهری است در ایالت ایلینوی (Illinois) در ایالات متحده آمریکا. بر اساس سر شماری سال ۲۰۱۰، جمعیت نایلز ۲۹۸۰۳ نفر بود. نواحی نایلز در سال ۱۸۷۳ مسکون شد. و در سال ۱۸۹۹ نایلز جزو شهرداری شد. در قرن نوزدهم، بنابر معاهده‌ای که توسط دولت ایالات متحده وعده‌ای از روسای قبایل چیپوا (Chippewa) و اتاوا (Ottawa) و پاتاواتامی (Potawatomi) امضا شد، اراضی مخصوصی به افرادی با تبار آمیخته بومی آمریکایی اختصاص یافت. نایلز وچند شهر دیگر، از جمله سکوکی (Skokie)، شهرستان نایلز را (Niles) تشکیل می‌دهند. به این دلیل نایلز به نام نایلز معروف است.

## مکان‌های جالب

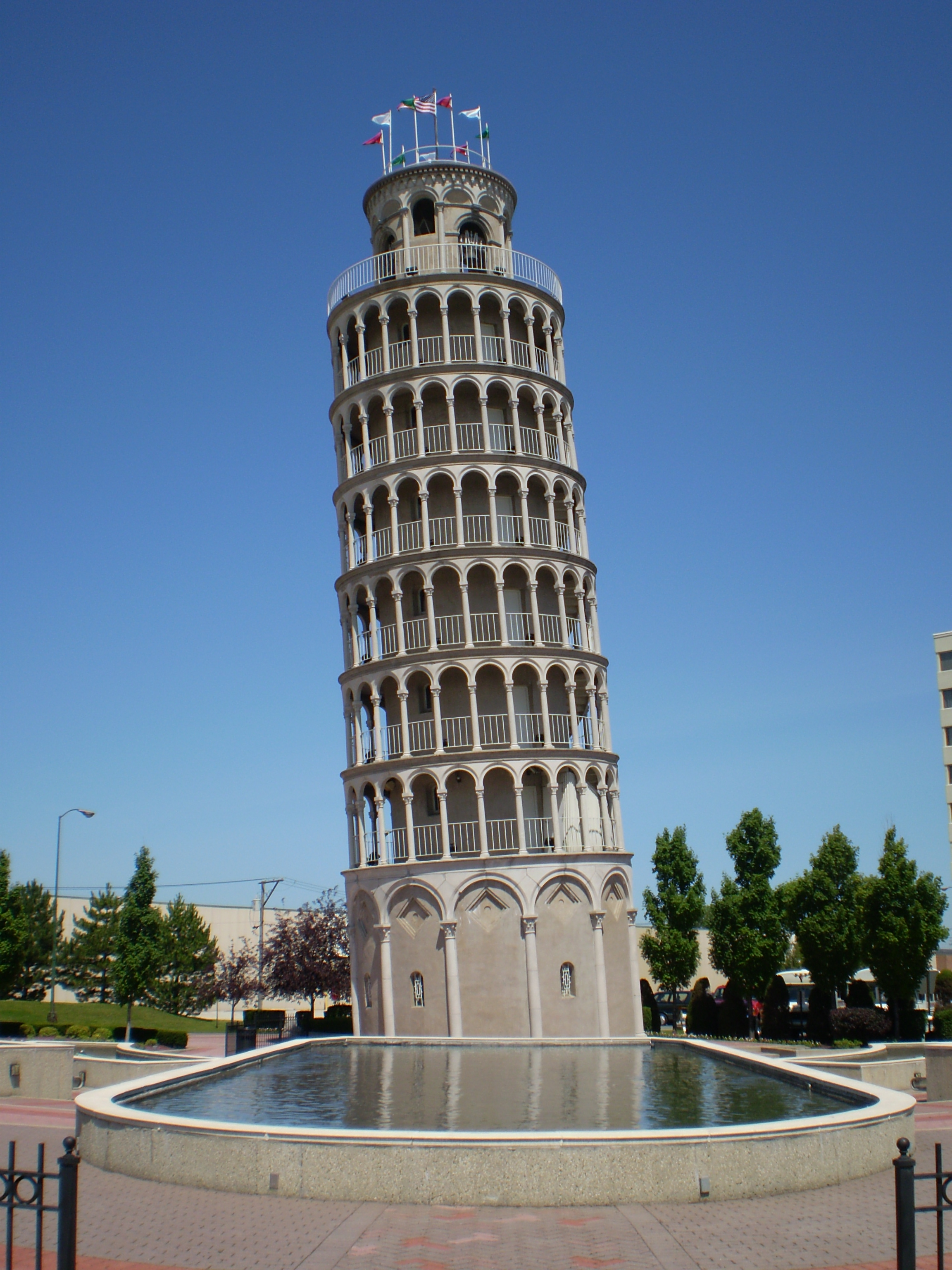
برج کج نایلز

برج کج نایلز (Leaning Tower of Niles) که در خیابان توهی (Touhy Avenue) واقع شده یکی از مکان‌های جالبی در نایلز می‌باشد. روبرت ایلگ (Robert Ilg) که یک کارخانه دار بود در سال ۱۹۳۴ این برج را به عنوان بخشی از پارک مخصوص کارکنان خود بنا کرد. بعلاوه آن، زمین گلف تام (The Tam) و مرکز خرید گولف میل (Golf Mill Mall) از مکان‌های جالب شهر نایلز می‌باشند.